# Riccia sinuata
Riccia sinuata là một loài rêu trong họ Ricciaceae. Loài này được Huds. mô tả khoa học đầu tiên năm 1762.
Danh pháp khoa học của loài này chưa được làm sáng tỏ. 